# Daihatsu Challenge 1979
Daihatsu Challenge 1979 - жіночий тенісний турнір, що проходив на закритих кортах з килимовим покриттям Брайтонського центру в Брайтоні (Англія). Належав до турнірів категорії AAA в рамках Colgate Series 1979. Турнір відбувся вдруге і тривав з 20 листопада до 25 листопада 1979 року. Перша сіяна Мартіна Навратілова здобула титул в одиночному розряді й отримала за це 20 тис. доларів США.

## Фінальна частина

### Одиночний розряд
Мартіна Навратілова —  Кріс Еверт 6–3, 6–3
- Для Навратілової це був 10-й титул в одиночному розряді за сезон і 34-й — за кар'єру.

### Парний розряд
Енн Кійомура /  Енн Сміт —  Ілана Клосс /  Лора Дюпонт 6–2, 6–1

## Розподіл призових грошей
| Дисципліна       | П       | F       | ПФ     | ЧФ     | 1/8    | 1/16 |
| Одиночний розряд | $20,000 | $10,000 | $4,500 | $2,100 | $1,100 | $550 |

## Нотатки
1. ↑  Турніри з призовими для жінок принаймні 100 тис. доларів.[1]